# Neokatianna acantholaema
 (août 2019).
Genre
Espèce
Synonymes
- Sminthurinus acantholaema Snider, 1989

Neokatianna acantholaema, unique représentant du genre Neokatianna, est une espèce de collemboles de la famille des Katiannidae.

## Distribution
Cette espèce est endémique d'Alabama aux États-Unis.

## Description
Neokatianna acantholaema mesure jusqu'à 1,40 mm.

## Publication originale
- Snider, 1989 : Link between Sminthurinus and Katianna collected from Alabama (Collembola: Katiannidae). Florida Entomologist, vol. 72, no 3, p. 541-547 (texte intégral).